# Grumman G-44 Widgeon
Grumman G-44 Widgeon (vojaške oznake J4F in OA-14) je bil šestsedežni dvomotorni amfibijski leteči čoln ameriškega proizvajalca Grumman. Sprva je bil razvit kot civilno letalo, se je pa uporablja tudi kot mornariško patruljno letalo in protipodmorniško letalo. V proizvodnji je bil od leta 1941 do 1955. G-44 je podoben malo večjemu predhodniku G-21 Goose.  

## Specifikacije (G-44)
Splošne karakteristike
- Posadka: 1 pilot
- Število sedežev: 5 potnikov
- Dolžina: 31 ft 1 in (9,47 m)
- Razpon kril: 40 ft 0 in (12,19 m)
- Višina: 11 ft 5 in (3,48 m)
- Površina kril: 245 ft² (22,8 m²)
- Teža praznega letala: 3189 lb (1470 kg)
- Naložena teža: 4500 lb (2041 kg)
- Maks. vzletna teža: 4500 lb (2041 kg)
- Pogon letala: 2 ×  6-valjni motor Ranger L-440C-5, 200 KM (150 kW)  vsak

 Zmogljivost 
- Maks. hitrost: 139 vozlov (160 mph, 257 km/h)
- Doseg: 800 nmi (920 milj, 1481 km)
- Hitrost vzpenjanja: 1000 ft/min (305 m/min)